# アナ・ジラルド
アナ・ジラルド（Ana Girardot、1988年8月1日 - ）は、フランス出身の女優。
同国の名優イポリット・ジラルドと女優イザベル・オテロの娘。親の影響で自身も女優の道へ進み、映画・テレビ・舞台などで活動している。

## 概要・略歴
幼少の頃、父イポリット・ジラルドが出演した『愛のあとに』に顔を見せる。父の反対を押し切り、女優になる決心を固め、ニューヨークに渡り2年間演技の勉強をする。
帰国後、短編映画に出演。母イザベル・オテロの主演テレビシリーズ「Diane, femme flic」の最終シーズンの1話目に出演。その放映から間もなく主演映画『消えたシモン・ヴェルネール』が2010年カンヌ国際映画祭「ある視点」部門でお披露目され、本格的に映画デビュー。
2014年にはポルト・サン・マルタン劇場上演、ニコラ・ブリアンソン演出によるシェイクスピア作《ロミオとジュリエット》のジュリエット役でパリの演劇界にもデビューした。

## 主な出演作品
- 『愛のあとに（フランス語版）』Après l'amour (1991年／ディアーヌ・キュリス（フランス語版）監督) - ジュリエット役
- 『消えたシモン・ヴェルネール（フランス語版）』Simon Werner a disparu... (2010／ファブリス・ゴベール（フランス語版）監督)
- Chez Maupassant : Yvette (2011年／テレビシリーズ／オリヴィエ・シャツキー（フランス語版）監督)　TV5MONDE放映題『モーパッサンの時代』より『イヴェット』
- Les Revenants (2012年／テレビシリーズ／ゴベール監督) ＊DVDスルー題「リターンド／RETURNED」
- 『最後のマイ・ウェイ』Cloclo (2012年／フローラン・エミリオ・シリ監督) - イザベル・フォレ 役
- Radiostars (2012年／ロマン・レヴィ（フランス語版）) - TV5MONDE放映題「ラジオスター」
- Dans la cadre la collection "Le jeu des 7 Familles", épisode : L'Aurore Boréale (2013年／7つの短編シリーズ／カレン・ベン・ラファエル) TV5MONDE放映題「オーロラ」
- 『エスコバル/楽園の掟（英語版）』Escobar: Paradise Lost (2014年／アンドレア・ディ・ステーファノ（イタリア語版）監督)
- Le Beau Monde (2014年／ジュリー・ロペス＝キュルヴァル（フランス語版）監督) - TV5MONDE放映題「ハイソサイエティ」
- La prochaine fois je viserai le cœur (2014年／セドリック・アンジェ（フランス語版）監督) - WOWOW放映題「次は、心臓を狙う。」／DVD題「次は心臓を狙う」
- 『FOUJITA』(2015年／小栗康平監督) - ユキ 役[2]
- Le Vin et le vent (2016年／セドリック・クラピッシュ監督)
- 『おかえり、ブルゴーニュへ』(2017年／セドリック・クラピッシュ監督) - ジュリエット 役